# Marrakech-Medina
Marrakech-Medina (àrab: مراكش المدينة, Marrākux al-Madīna; amazic estàndard marroquí: ⴰⵎⵓⵔⴰⴽⵓⵛ ⵎⴷⵉⵏⴰ, Amurakuc Mdina) és un districte urbà (arrondissement) de la ciutat de Marràqueix, dins la prefectura de Marràqueix, a la regió de Marràqueix-Safi, al Marroc. Segons el cens de 2014 tenia una població total de 120.643 persones.